# Hemigaster lutea
Hemigaster lutea är en stekelart som beskrevs av Gaspard Auguste Brullé 1846. Hemigaster lutea ingår i släktet Hemigaster och familjen brokparasitsteklar. Inga underarter finns listade i Catalogue of Life.